# Tollos
Tollos község Spanyolországban, Alicante tartományban. Lakosainak száma 38 fő (2024). Tollos Benimassot, Castell de Castells, Facheca, Famorca, La Vall d’Alcalà és La Vall d’Ebo községekkel határos.

## Népesség
A település lakosságának változását az alábbi diagram mutatja:
| Lakosok száma | 42   | 34   | 43   | 68   | 49   | 59   | 53   | 57   | 37   | 38   |
|               | 2001 | 2004 | 2006 | 2009 | 2011 | 2014 | 2016 | 2019 | 2021 | 2024 |